# سید رضی
ابوالحسن محمد بن الحسین بن موسی، معروف به سید رضی و شریف رضی،(۳۵۹ ه‍.ق - ۴۰۶ ه‍.ق) از شاعران و فقیهان قرن چهار شیعه و گردآورندهٔ نهج‌البلاغه است. او نهج‌البلاغه را در ماه رجب سال چهارصد پس از هجرت و حدوداً ۳۶۰ سال پس از کشته‌شدن علی ابن ابی طالب گردآوری و تدوین کرده است. او برادر سید مرتضی است.

## زندگی
در سال ۳۵۹ (قمری) در شهر بغداد به دنیا آمد. پدر و مادر سید رضی هر دو از سادات علوی و از نوادگان حسین بن علی بودند. نسب وی از جانب پدر با پنج واسطه به موسی کاظم، می‌رسد. از این رو گاهی شریف رضی را «رضوی» می‌خوانند؛ و از طرف مادر نسب وی با شش رابطه به علی بن حسین می‌رسد. شیخ مفید کتاب «کتاب النساء» را برای مادر سید رضی نوشته و در مقدمه کتاب از او به احترام یاد کرده است.

## از دیدگاه دیگران
سید رضی نه تنها در میان شیعیان بلکه میان اهل تسنن هم دارای شهرت علمی و اخلاقی خاصی بود. عبدالملک ثعالبی، شاعر معاصر سید رضی در کتاب تحقیقی و ادبی خویش «یتیمة الدهر» در وصف سید می‌نویسد: «تازه‌وارد ده سالگی شده بود که به سرودن شعر پرداخت. او امروز سرآمد شعرای عصر ما و نجیب‌ترین سروران عراق و دارای شرافت نسب و افتخار حسب، و ادبی ظاهر و فضلی باهر و خود دارای همه خوبی هاست.» خطیب بغدادی در کتابش موسوم به «تاریخ بغداد» می‌گوید: «... رضی کتابهایی در معانی قرآن نگاشته است که مانند آن کمتر یافته می‌شود.» جمال الدین ابی المحاسن یوسف بن تغری بردی اتابکی در کتاب «النجوم الزاهره فی ملوک مصر و القاهره» می‌نویسد: «سید رضی موسوی، عارف به لغت و احکام و فقه و نحو و شاعری فصیح بود. او و پدرش و برادرش پیشوای شیعیان بودند.»

## استادان
- ابواسحاق، ابراهیم بن احمد طبری (متوفی ۳۹۳ (قمری))
- ابوعلی فارسی (متوفی ۳۷۷ (قمری))
- ابوسعید سیرافی (متوفی ۳۶۸ (قمری))
- عبدالرحیم بن نباته (متوفی ۳۷۴ (قمری))
- ابومحمد عبدالله بن محمد اسدی اکفانی (متوفی ۴۰۵ (قمری))
- ابوالفتح عثمان بن جنّی (متوفی ۳۹۲ (قمری))
- ابوالحسن علی بن عیسی (متوفی ۴۲۰ (قمری))
- ابوحفص عمر بن ابراهیم بن احمد الکنانی،
- ابوالقاسم عیسی بن علی بن عیسی بن داوود بن جرّاح (متوفی ۳۵۰ (قمری))
- ابوعبدالله مرزبانی (متوفی ۳۸۴ (قمری))
- ابوبکر محمد بن موسی خوارزمی (متوفی ۴۰۳ (قمری))
- ابومحمد هارون تلعکبری (متوفی ۳۸۵ (قمری))
- ابوعبدالله محمد بن محمد بن نعمان مشهور به شیخ مفید (متوفی ۴۱۳ (قمری))،

## شاگردان
- سید عبدالله جرجانی، مشهور به ابوزید کیابکی
- شیخ محمدحلوانی
- شیخ جعفر دوریستی (متوفی حدود ۴۷۳ ق)
- احمد بن علی بن قدامه مشهور به این قدامه (متوفی ۴۸۶ ق)
- ابوالحسن هاشمی
- مفید نیشابوری (م ۴۵۵ ق)
- ابوبکر نیشابوری خزاعی (متوفی حدود ۴۸۰ق)
- قاضی ابوبکری عکبری (متوفی ۴۷۲ ق)
- مهیار دیلمی.
- اسماعیل عطایی نجف آبادی

## آثار
1. تلخیص البیان عن مجازات القرآن
2. حقایق التاویل فی متشابه التنزیل
3. معانی القرآن
4. خصایص الائمه
5. الزیادات فی شعر ابی تمام
6. تعلیق خلاف الفقهاء
7. کتاب المجازات النبویه
8. تعلیقه بر ایضاح ابی علی
9. الجید الحجاج:برگزیده اشعار حسین حجاج شاعر شیعی مشهور قرن چهارم هجری؛ نام اصلی کتاب: الحسن من شعر الحسین؛ است.[نیازمند منبع]
10. مختار شعر ابی اسحق الصابی
11. کتاب «ما دار بینه و بین ابی اسحق من الرسائل»

۱۲-دیوان اشعار
1. نهج البلاغة (خطبه‌ها و کلمات علی بن أبی طالب)
2. دیوان شعری مشهور به الحجازیات

## درگذشت
سید رضی در سن ۴۷ سالگی و در سال ۴۰۶ (قمری) در شهر بغداد درگذشت و در شهر کاظمین، در کنار قبر موسی کاظم و جواد دفن شد.